# سه پادشاهی (مانگا)
سه پادشاهی، سانگوکوشی انگلیسی: Sangokushi،  یک مجموعه مانگای ژاپنی است که توسط میتسوترو یوکویاما نوشته و تصویرگری شد. این مجموعه بر اساس رمان ایجی یوشیکاوا با نام سانگوکوشی (سه پادشاهی) شکل‌گرفته که خود، بازگویی یکی از داستان‌های کهن ادبیات چین مربوط به قرن ۱۴ (داستان عاشقانه سه پادشاهی) می‌باشد.
بعدها با اقتباس از این مانگا، یک مجموعه انیمهٔ تلویزیونی نیز با نام سه پادشاهی میتسوترو یوکویاما (Yokoyama Mitsuteru Sangokushi (横山 光輝 三国 志)) ساخته‌شد. این انیمه که به‌طور مشترک توسط تی‌وی توکیو و دای نیپون پرینتینگ تولید شده، به‌نام «انیمهٔ سه پادشاهی» (سانگوکوشی) نیز خوانده‌می‌شود.
این انیمه در ایران با نام «افسانهٔ سه برادر»، در تلویزیون جمهوری اسلامی ایران، دوبله و پخش شد. [رک]

## قالب‌ها

### مانگا
این مانگا ابتدا در مجلهٔ کیبو نو تومو تصویرسازی شد. مجله بعدها در سال ۱۹۷۸ نام خود را به کامیک وُرلد تغییر داد و سپس در سال ۱۹۸۰ به کامیک تام تغییر نام یافت.
میتسوترو یوکویاما برای این مانگا، بیستمین جایزهٔ «انجمن کاریکاتوریست‌های ژاپن» را در سال ۱۹۹۱ از آن خود کرد.

### انیمه
انیمه تا حد زیادی به مانگا وفادار بود، اگرچه بیشتر به نبرد میان لیو بی و سائو سائو تمرکز داشت و اغلب به‌طور خلاصه به نبرد بین جبهه‌های دیگر می‌پرداخت. این انیمه پس از نبرد صخره‌های سرخ، که تقریباً در نیمه‌های داستان مجموعه مانگا قرار دارد، متوقف شد.

## تاریخ پخش
انیمه از ۱۸ اکتبر ۱۹۹۱ تا ۲۵ سپتامبر ۱۹۹۲ هر جمعه ساعت ۱۹:۳۰ تا ۲۰:۰۰ از تی‌وی توکیو، پخش می‌شد.